# Cletodes neglecta
Cletodes neglecta is een eenoogkreeftjessoort uit de familie van de Cletodidae. De wetenschappelijke naam van de soort is voor het eerst geldig gepubliceerd in 1903 door Scott T..